# Saffransbröd

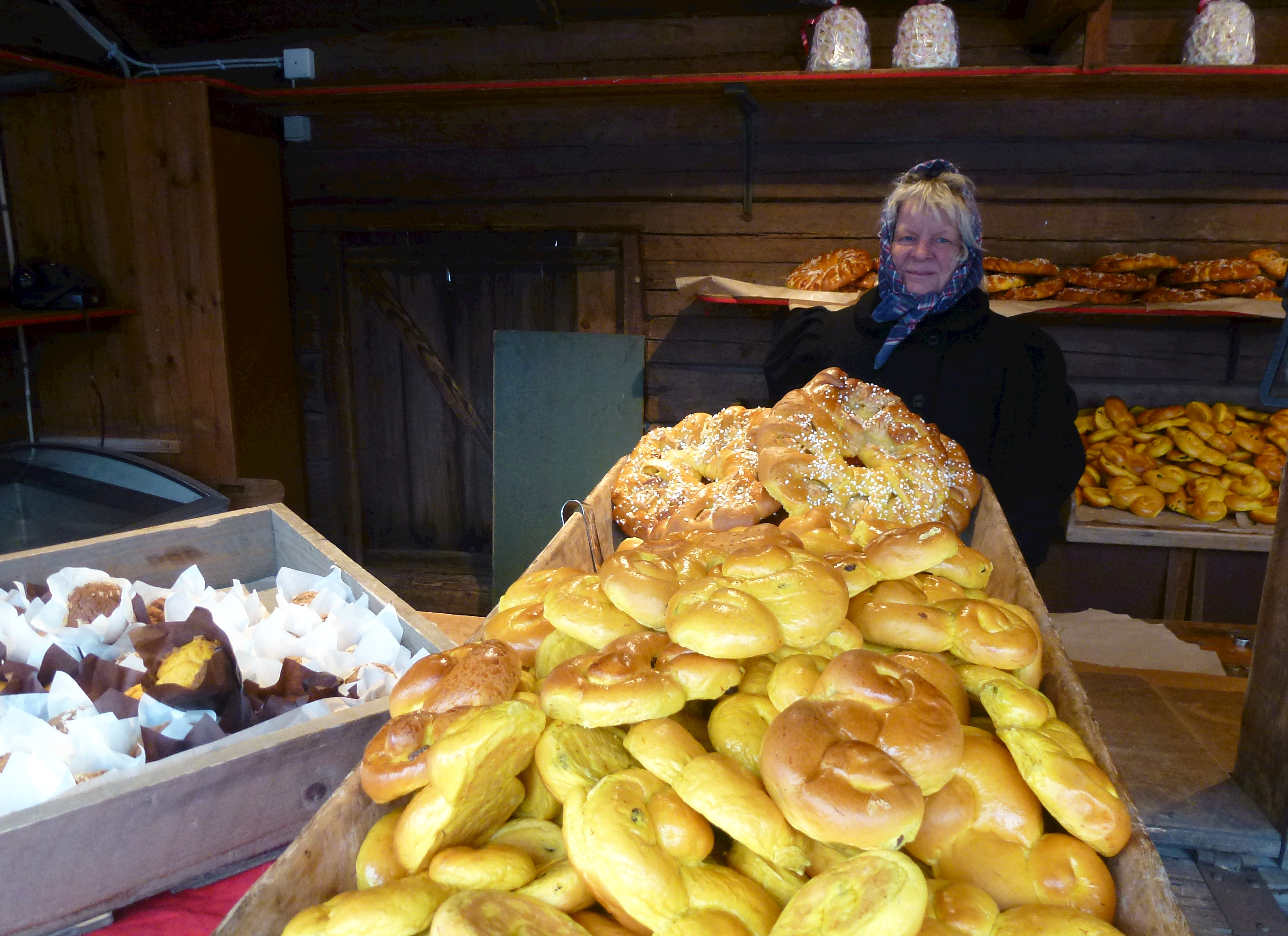
Saffransbröd på Skansens julmarknad 2013.

Saffransbröd är ett samlingsnamn för vetebröd som innehåller saffran. Varje landskap hade förr sina typiska former på brödet.

## Exempel på saffransbröd

### Lussekatt
Lussekatter bakas och äts kring Luciahelgen. De garneras ofta med russin.

### Saffranslängd
Safranslängd är ett avlångt saffransbröd som kan innehålla krämig fyllning och garneras med pärlsocker och hackad mandel.